# Głuszynko
Głuszynko [pronunciación en polaco: /ɡwuˈʂɨnkɔ/], en alemán: Klein Gluschen, es un pueblo ubicado en el distrito administrativo de Gmina Potęgowo, dentro del condado de Słupsk, Voivodato de Pomerania, en el norte de Polonia. Se encuentra a unos 3 kilómetros al noroeste de Potęgowo, a 28 kilómetros al este de Słupsk, y a 78 kilómetros al oeste de la capital regional Gdańsk.
El pueblo tiene una población de 250 habitantes.